# 24 (телесеріал)
«24» — американський телевізійний серіал, володар нагород «Еммі» та «Золотий глобус». У США демонструється каналом Fox Network. Прем'єра відбулася 6 листопада 2001 року. Як синдикована програма демонструється різними телекомпаніями в багатьох країнах світу. В Україні всі сезони серіалу показує телеканал ТВі (прем'єра була 24 листопада 2010 року). Дія серіалу в основному обертається навколо вигаданої урядової організації США під назвою «Контртерористичний підрозділ» (КТП).
На початку 24 було презентовано компанією «Фокс» як історію, що розгортається в реальному часі, де кожен сезон відповідає одній добі з життя урядового агента Джека Бауера, який працює в КТП у Лос-Анджелесі.
Після того, як провідний актор Кіфер Сазерленд був нагороджений «Золотим глобусом» за гру в перших 10 серіях, було замовлено другу половину сезону. Трансляція серіалу тривала 8 сезонів. 24 травня 2010 року було показано заключну серію. Крім того, між шостим і сьомим сезонами відбувся показ телефільму «24: Відплата», а також після восьмого сезону вийшов фільм 24 :Проживи ще один день.

## Загальний огляд

### Реальний час
«24» за жанром є трилером, який демонструється в реальному часі: кожна хвилина екранного часу відповідає хвилині в житті персонажів. Рекламні паузи першопочатково було вставлено в ті фрагменти, де відбуваються несуттєві події (наприклад, персонаж вирушає куди-небудь на початку рекламної паузи і прибуває у пункт призначення з її завершенням). У такий спосіб дія серіалу дійсно розгортається в реальному часі, без розривів чи пробілів у подіях.
Справжня тривалість кожної серії (не враховуючи рекламні паузи) становить близько 45 хвилин, що є типовим для телевізійних серіалів на більшості комерційних каналів. Утім, ефект реального часу зберігається лише в тих випадках, коли під час серії у відповідні моменти демонструється реклама (що є нетиповим для більшості громадських телеканалів у Європі, наприклад). Повна тривалість кожного сезону серіалу (який відповідає одній добі в житті героїв) становить близько 18 годин. Плин часу в серіалі наголошується за допомогою цифрового годинника з характерним звуком, який з'являється в кадрі до і після рекламних пауз. Час на годиннику відповідає часові у світі серіалу.

### Композиція і візуальний стиль
Сюжети серій 24 динамічні та складні.
Часто повторюваний елемент: вибір, перед яким постають герої, і який полягає в тому, щоби дозволити статися певним трагічним подіям в ім'я чогось важливішого.
Події першого сезону розпочинаються опівночі, в результаті чого персонажі серіалу проводять більше двох днів без сну. У подальших сезонах часові рамки є менш напружливими, починаючись уранці (День 2) або вдень (День 3).
У перших двох сезонах часто використовувався мультиекран для показу кількох паралельних сюжетних ліній. Надалі цей прийом було застосовано більш ощадливо: в основному для телефонних розмов.

### Контртерористичний підрозділ
Контртерористичний підрозділ (КТП) — вигаданий елітний підрозділ ЦРУ, який, втім, має багато спільного з реальними урядовими органами боротьби з тероризмом у США. Штаб-квартира КТП розташована у Вашингтоні, регіональні відділення є в усіх найбільших містах. Основна задача КТП — винищувати і нейтралізувати ворожі терористичні осередки і захищати країну від терористичних атак.
На чолі КТП стоїть директор, якому безпосередньо підпорядковані начальник із польових операцій і начальник із кадрів. КТП поділяється на три відділи: комунікаційний, логістичний і тактичний.
Регіональні відділи КТП підпорядковані центральному Дивізіону (директор: Раян Шаппель).
Протягом серіалу КТП кілька разів зазнає проникнення подвійних агентів і терористичних атак.

### Повторювані сюжетні елементи
- Зброя масового ураження: загроза атак за допомогою ядерної (сезон 2 і 6), біологічної (сезон 3) і хімічної (сезон 5) регулярно виступає сюжетним стрижнем у серіалі.
- Зрадники в уряді: у КТП часто з'являються подвійні агенти («кроти»). У 5 сезоні також викрито двох зрадників у Білому домі. Багато інших персонажів звинувачуються у шпіонажі.
- Нехтування субординацією Джеком Бауером: Джек порушує протокол КТП принаймні один раз у кожному із шести сезонів. Йому також вдається переконувати інших агентів допомагати йому в таких випадках. Здебільшого він не несе покарання за подібні дії.
- Часта зміна командування: протягом серіалу на екрані з'являється шестеро президентів США. Лише троє з них дійсно обрані, й лише один відслужує повний строк. Двоє президентів подають у відставку, двох убивають, одного отруюють, двоє зазнають тяжких тілесних пошкоджень. Також протягом шести сезонів міняється дванадцять директорів КТП, багато з яких іде у відставку або гине.
- Погрози вбити членів родини героїв: негативні персонажі серіалу часто викрадають і погрожують убити рідних і близьких головних героїв з метою змусити їх працювати проти КТП чи уряду. Крім того, Джек Бауер кілька разів вдається до погроз убити рідних підозрюваних, утім, це щоразу виявляється блефом.
- Фізичне і моральне мордування підозрюваних: Джек та інші члени КТП неодноразово вдаються до різних форм тортур (побиття, скалічення, використання препаратів, що викликають біль, імітація страти) задля отримання інформації від підозрюваних терористів чи зрадників (включно з персоналом КТП). Такі методи зображуються в серіалі як високоефективні.
- Загибель головних героїв: тільки Джек Бауер і Тоні Алмейда з'являються в усіх шести сезонах. Десять інших важливих і багато другорядних персонажів поступово гинуть. Більшість гине непередбачувано, смерть інших більш очікувана. Найбільше число смертей стається у 5 сезоні, де гинуть троє персонажів, які справили значний вплив на сюжет усього серіалу: Девід Палмер, Едгар Стайлз і Мішель Деслер.
- Особисті та любовні конфлікти: для збільшення напруги в сюжет часто впроваджуються елементи особистої драми. Так, приміром, у першому сезоні Джек має обирати між порятунком своєї родини і життям кандидата в президенти США.

## Короткий зміст сезонів

### День 1
Події розпочинаються і завершуються опівночі в день попередніх президентських виборів у Каліфорнії. Джек Бауер повинен захистити сенатора Девіда Палмера від замаху на вбивство і врятувати свою родину від організаторів замаху, які мають на меті помститися Джекові за його участь у секретній місії на Балканах.

### День 2
За півтора року після подій Дня 1. Починається о 8:00. Джек повинен запобігти вибуху ядерної бомби в Лос-Анджелесі, а також допомогти президенту Девіду Палмеру знайти винуватців загрози.

### День 3
За три роки після подій Дня 2. Починається о 13:00. Намагаючись подолати героїнову залежність, Джек повинен проникнути в осередок мексиканських наркоторговців і не допустити придбання ними смертельного вірусу. Згодом Джек повинен запобігти розповсюдженню вірусу серед населення.

### День 4
За півтора року після подій Дня 3. Починається о 7:00. Джек повинен врятувати життя секретаря Геллера і його дочки Одрі Рейнз (з якою він перебуває в романтичних стосунках), викрадених терористами. Згодом та сама група терористів здійснює нову атаку проти Америки, і Джек змушений вдатися до крайніх заходів задля її припинення, що матиме довготривалі наслідки для нього самого і для країни в цілому.

### День 5
За півтора року після подій Дня 4. Починається о 7:00. Всі, крім кількох найближчих друзів, вважають Джека мертвим. Група терористів зі зв'язками в уряді намагаються викрасти нервово-паралітичний газ, щоби захистити нафтові інтереси США в Азії. Джеку доводиться порушити конспірацію та знову вийти на сцену, щоби зупинити їх.

### День 6
За 1 рік і 8 місяців після подій Дня 5. Починається о 6:00. Джека випускають на волю після 20 місяців катувань у китайській в'язниці. Терористи планують активувати мініатюрну ядерну бомбу, і Джек повинен зупинити їх, а також запобігти подіям, які можуть спричинити війну між США і Росією.

### 24: Відплата
24 :Відплата (24: Redemption) вийшов ефір 23 листопада 2008 року. Події відбуваються через три з половиною роки після Дня 6 та починаються о 15:00. Джек потрапляє у військовий переворот у вигаданій африканській країні Сангала. Військовим надається допомога від США, де відбувається інавгурація Аллісон Тейлор на посаду президента країни. Через страйк сценаристів 2007–08 років, сезон 7 був відкладений на один рік. Щоб усунути розрив у півтора року між сезонами, було випущено цей фільм.

### День 7
Події Дня 7, відбуваються через 65 днів після закінчення фільму «24 :Відплата» о 8:00. Джек допомага ФБР проводит розслідування масштабних терактів, які проходять на початку сезону, через злам брандмауеру комп'ютерної інфраструктури Америки, який здійснили ті ж люди, які відповідали за конфлікт у Сангалі. Джек повинен розкрити корупцію в адміністрації президента Тейлор, яка дала змогу Сангаланам напасти на Білий дім і захопити президента. Пізніше її шантажують біологічною зброєю, націленою на США.

### День 8
День 8 починається через 18 місяців о 16:00. Джека залучають до відродженого КТП, щоб розкрити російський змову у вбивстві ісламського лідера Омара Хассана під час мирних переговорів з президентом США Тейлором. Російський план передбачає розробку брудної бомби, яку ісламські екстремісти погрожують підірвати, якщо Хасана не передадуть. Джек прагне помсти за вбиту росіянами кохану та поступово знищує причетних до змови. В результаті подій сезону Джек стає поза законом та рошукується агентами США та Росії.

### 24 :Проживи ще один день
24 :Проживи ще один день — фільм за мотивами серіалу, події в якому відбуваються чотири роки після 8 Дня та починається о 11:00 ранку в Лондоні. Джек переховується від переслідування ЦРУ та взнає, що має відбутися замах на президента Джеймса Хеллера терористом Марго Аль-Харазі. Пізніше Джек повинен перешкодити старому ворогу та російському дипломату розпочати війну між США та Китаєм.

## Основні дійові особи і виконавці
| Виконавець             | Персонаж       | Число серій | Основна участь у сезонах | Епізодична поява у сезонах |
| ---------------------- | -------------- | ----------- | ------------------------ | -------------------------- |
| Кіфер Сазерленд        | Джек Бауер     | 205         | 1, 2, 3, 4, 5, 6, 7, 8   | немає                      |
| Леслі Хоуп             | Тері Бауер     | 24          | 1                        | немає                      |
| Сара Кларк             | Ніна Маєрс     | 36          | 1                        | 2, 3                       |
| Еліша Катберт          | Кім Бауер      | 79          | 1, 2, 3                  | 5, 7, 8                    |
| Денніс Гейсберт        | Девід Палмер   | 80          | 1, 2, 3                  | 4, 5                       |
| Сара Вінтер            | Кейт Ворнер    | 25          | 2                        | 3                          |
| Ксандер Берклі         | Джордж Мейсон  | 27          | 2                        | 1                          |
| Пенні Джонсон Джеральд | Шеррі Палмер   | 45          | 2                        | 1, 3                       |
| Карлос Бернард         | Тоні Алмейда   | 95          | 2, 3, 5, 7               | 1, 4                       |
| Рейко Ейлсворт         | Мішель Деслер  | 62          | 3                        | 2, 4, 5                    |
| Джеймс Бедж Дейл       | Чейс Едмундс   | 24          | 3                        | немає                      |
| Кім Рейвер             | Одрі Рейнз     | 52          | 4, 5                     | 6                          |
| Альберта Вотсон        | Ерін Дрісколл  | 12          | 4                        | немає                      |
| Вільям Девейн          | Джеймс Геллер  | 20          | 4                        | 5, 6                       |
| Лана Паррія            | Сара Ґейвін    | 12          | 4                        | 4                          |
| Роджер Кросс           | Кертіс Меннінґ | 45          | 4, 5                     | 4, 6                       |
| Мері Лінн Райскаб      | Хлоя О'Браєн   | 88          | 5, 6, 7                  | 3, 4                       |
| Джемс Моррісон         | Білл Баканан   | 55          | 5, 6, 7                  | 4                          |
| Грегорі Ітцін          | Чарльз Лоґан   | 36          | 5                        | 4, 6                       |
| Луїс Ломбарді          | Едґар Стайлз   | 37          | 5                        | 4                          |
| Джин Смарт             | Марта Лоґан    | 24          | 5                        | 6                          |
| Д. Б. Вудсайд          | Вейн Палмер    | 48          | 6                        | 3, 5                       |
| Пітер Мак-Нікол        | Том Леннокс    | 24          | 6                        | немає                      |
| Джейн Аткінсон         | Карен Гейс     | 30          | 6                        | 5                          |
| Ерік Балфур            | Майло Прессмен | 27          | 6                        | 1                          |
| Карло Рота             | Морріс О'Браєн | 26          | 6,7                      | 5                          |
| Марісоль Ніколс        | Надія Яссир    | 24          | 6                        | немає                      |
| Реджина Кінг           | Сандра Палмер  | 9           | 6                        | немає                      |
| Черрі Джонс            | Еллісон Тейлор | немає       | 7                        | немає                      |
| Колм Феоре             | Генрі Тейлор   | немає       | 7                        | немає                      |
| Жанін Ґарофало         | Дженіс Ґолд    | немає       | 7                        | немає                      |
| Енні Вершінґ           | Рене Вокер     | немає       | 7                        | немає                      |
| Ріс Куаро              | Шон Хіллінґер  | немає       | 7                        | немає                      |
| Джефрі Нордлінґ        | Ларрі Мосс     | немає       | 7                        | немає                      |
| Боб Ґантон             | Ітен Кейнін    | 3           | 7                        | 6                          |
| Стівен Рут             | Білл Прейді    | 3           | 8                        | 8 (епізоди 11, 12, 13)     |

## Критика та визнання
З огляду на розвиток подій «в реальному часі», пряме звертання до актуальної теми тероризму, використання тортур як методу здобуття інформації та зловживання державною владою, серіал отримав чимало позитивних і негативних відгуків з боку критики. Технічні та художні досягнення серіалу було відзначено кількома преміямі «Еммі», але водночас певними авторитетними особами було піддано критиці деякі сюжетні елементи та персонажів. Також серіал часто звинувачують у консервативній політичній позиції. Не зважаючи на це, 24 встиг стати частиною американської культури і об'єктом численних пародій.